# Achtsamkeitsbasierte Stressreduktion
Die Achtsamkeitsbasierte Stressreduktion (Mindfulness-Based Stress Reduction – MBSR) ist ein Programm zur Stressbewältigung durch Achtsamkeit. MBSR hilft bei verschiedenen psychischen Erkrankungen. Teile des Programms werden daher u. a. im Rahmen verschiedener verhaltenstherapeutischer und psychodynamischer Psychotherapiemethoden eingesetzt.

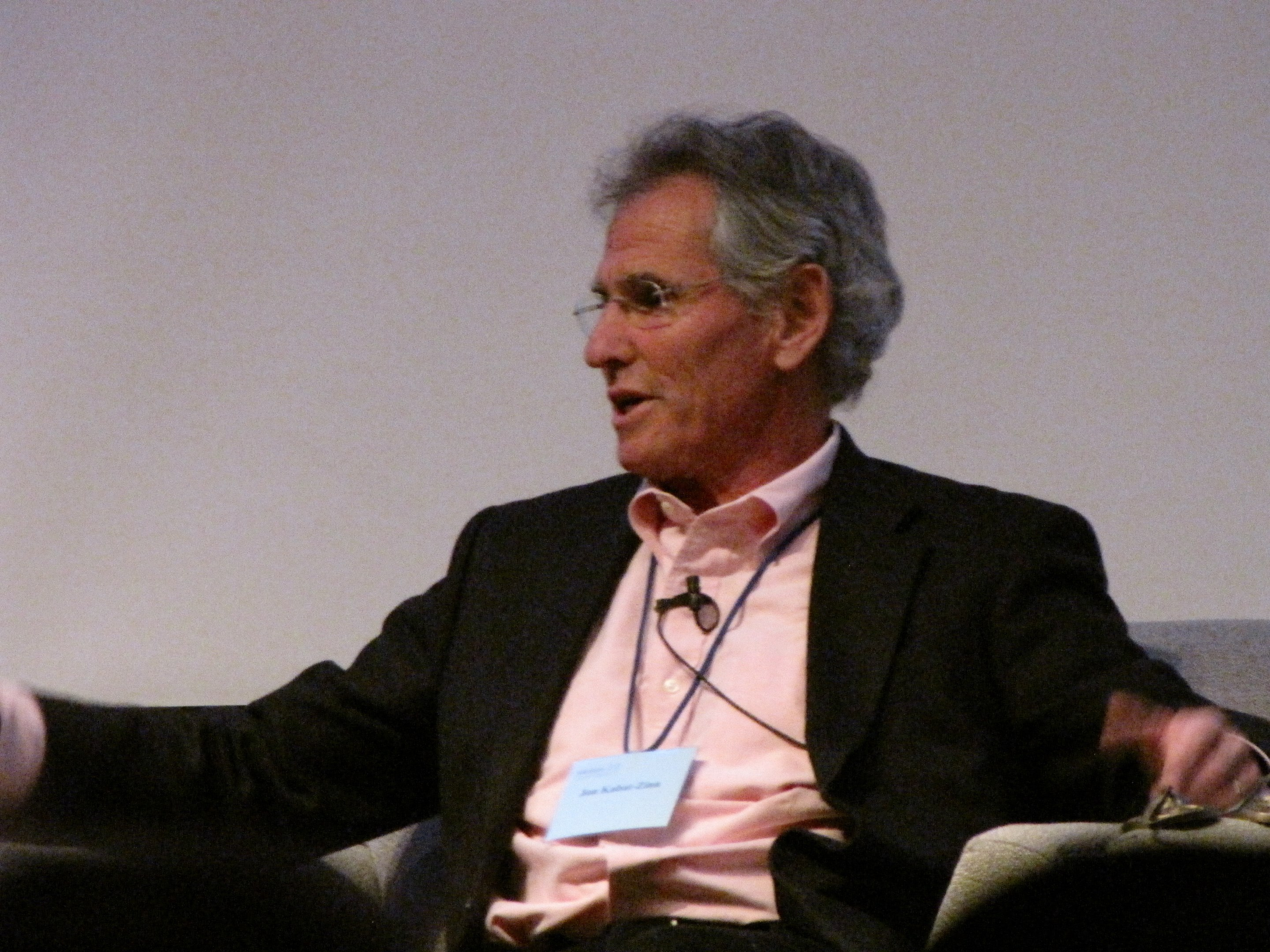
Jon Kabat-Zinn

MBSR wurde von Jon Kabat-Zinn in den späten 1970er Jahren in den USA entwickelt, überwiegend aus Übungen der buddhistischen Richtungen Zen und Vipassana.

## Methode
In Kliniken wird MBSR im Rahmen eines achtwöchigen Programms mit zweieinhalbstündigen Gruppensitzungen und einem abschließenden Übungstag in Stille durchgeführt. Es ist eine formelle Übungspraxis von täglich 45 Minuten vorgesehen. Der Kurs erfordert Eigeninitiative und Einsatz der Teilnehmer. Der Effekt während des Klinikaufenthaltes soll auf das Handeln und Verhalten im täglichen Leben übertragen werden.
Das Programm enthält folgende Übungselemente:
- die Einübung achtsamer Körperwahrnehmung (Body-Scan)
- das sanfte und achtsame Ausführen einer Anzahl von „Yogastellungen“ (Asana)
- das Kennenlernen und Einüben des „Stillen Sitzens“, der sogenannten Sitzmeditation (Zazen)
- das achtsame Ausführen langsamer Bewegungen, etwa in der Form der traditionellen „Gehmeditation“ (Kinhin)
- eine dreiminütige Achtsamkeitsübung (Breathing-Space)
- die Aufrechterhaltung der Achtsamkeit auch bei alltäglichen Verrichtungen

Die Übungen der achtsamen Körperwahrnehmung wurden aus körpertherapeutischen und körperpsychotherapeutischen Methoden abgeleitet; Yoga steht in der hinduistischen Tradition, die Sitzmeditation und Gehmeditation sind der buddhistischen Meditationspraxis (Zazen und Vipassana) entliehen. Bei allen Übungen steht das nicht-wertende Annehmen dessen im Vordergrund, was gerade im Augenblick wahrnehmbar ist. Das können Körperempfindungen (z. B. Druck, Kribbeln), Gefühle, Emotionen (z. B. Angst, Trauer), Stimmungen, Sinneswahrnehmungen oder Gedanken sein.

## Wirkung
Das MBSR-Training wirkt unspezifisch auf den psychosomatischen Gesamt-Gesundheitszustand. In klinischen Studien konnten positive Wirkungen der MBSR-Kurse bei der Behandlung von chronischen Schmerzzuständen, häufigen Infektionskrankheiten, Ängsten oder Panikattacken, Depressionen, Hauterkrankungen, Schlafstörungen, Kopfschmerzen und Migräne, Magenproblemen und dem Burn-out-Syndrom nachgewiesen werden.
Die Wirkung der achtsamkeitsbasierten Stressreduktion ist mittlerweile gut erforscht. Eine Meta-Studie von 2010 belegt, dass MBSR psychisches Leid chronisch Kranker ein wenig lindern kann. Zu ähnlichen Ergebnissen kam eine Meta-Studie von 2011: MBSR helfe, mit Krankheiten besser umzugehen, und reduziere Stress, Angst und Depression. Die Erfahrungen, die Teilnehmer des Kurses machen, wirken sich auch auf die langfristigen Erfolge aus.

## Anwendung
Elemente der MBSR-Kurse werden u. a. eingesetzt im Rahmen der Dialektisch-behavioralen Therapie (DBT) von Marsha M. Linehan zur Behandlung von Borderline-Persönlichkeitsstörungen, sowie der Achtsamkeitsbasierten Kognitiven Therapie der Depression (MBCT). Achtsamkeitsbasierte Übungen der Körperwahrnehmung spielen auch bei der Behandlung von posttraumatischen Belastungsstörungen eine Rolle, z. B. im Rahmen der Psychodynamisch Imaginativen Traumatherapie (PITT) von Luise Reddemann. Die angewendeten achtsamkeitsbasierten Methoden sind keine suggestiven oder autosuggestiven Verfahren, wie etwa Autogenes Training, Positives Denken oder Mentales Training.